# Iowa (album)
Az Iowa a Slipknot második nagylemeze. A zenekar legkeményebb, legsúlyosabb, legelborultabb albuma, sokak kedvence. A világkörüli turné után villámgyorsan belekezdett a csapat a felvételébe, mindössze fél év alatt összedobták és minden keménysége ellenére nagy sikere volt, Angliában rögtön a lista élére ugrott. A keverést a legendás Andy Wallace végezte, aki olyan nagy műveken is dolgozott mint a Nevermind (Nirvana). Ezen az albumon találhatjuk a legzúzósabb Slipknot dalokat, a döngölős People=Shit, a kíméletlenül gyors Heretic Anthem, a pogókedvenc ritmusokkal dobálózó Disasterpiece mai napig a koncertkedvencek közé tartoznak. Itt jelent meg elsőnek a csapat sátánista oldala is, amit a tájékozatlan zenekritkusok vádaskodása és szúrkálódása hozott ki belőlük. Tulajdonképpen arról van szó hogy a csapatot rengeteg támadás érte hozzá nem értő személyek részéről a Slipknot album kiadása után hogy sátánisták, istentagadók stb. Corey Taylor-ék erre kitalálták hogyha ezek az emberek képviselik a valódi értéket a világban akkor a Slipknot és a rajongók tényleg inkább a sátán oldalán fognak állni minthogy feladják személyiségüket és ok nélkül szidalmazzák egymást (erre a hozzáállásra rengeteg példát lehet találni az Iowa dalszövegeiben). Ezt a provokálást szimbolizálja a kecske is a borítón.
A lemezt 2017-ben a Rolling Stone magazin a Minden idők 100 legjobb metalalbuma listáján az 50. helyre rangsorolta.

## Számcímek
1. (515)
2. People = Shit
3. Disasterpiece
4. My Plague
5. Everything Ends
6. The Heretic Anthem
7. Gently
8. Left Behind
9. The Shape
10. I Am Hated
11. Skin Ticket
12. New Abortion
13. Metabolic
14. Iowa

## Közreműködők
- Sid Wilson #0 – DJ
- Joey Jordison #1 – Dobok
- Paul Gray #2 – Basszusgitár
- Chris Fehn #3 – Perkussziós-Dobok, háttérvokál
- James Root #4 – Gitár
- Craig Jones "133" #5 – Szempler
- Shawn „Clown” Crahan #6 – Perkussziós-Dobok, háttérvokál
- Mick Thomson #7 – Gitár
- Corey Taylor #8 – Vokál